# Cyanopica
Cyanopica (blauwe eksters) is een geslacht van zangvogels uit de familie Corvidae (kraaien).

## Soorten
Tot in de 21ste eeuw werden de Aziatische blauwe ekster in Oost-Azië en de blauwe ekster die geïsoleerd op het Iberisch schiereiland voorkomt, beschouwd als één soort (Cyanopica cyanus) uit een monotypisch geslacht Cyanopica. Soms werd zelfs verondersteld dat de blauwe ekster in Spanje in de 16e eeuw of 17e eeuw daar vanuit Azië zou zijn overgebracht. Maar door ornithologen is deze veronderstelling altijd betwijfeld.
Uit DNA-onderzoek naar de taxonomie van de vogels uit 2004 blijkt dat de Iberische ondersoort sterk afwijkt en daarom is de soort gesplitst in twee soorten:
- Cyanopica cooki – Blauwe ekster
- Cyanopica cyanus – Aziatische blauwe ekster